# Baesweiler
Baesweiler é um município da Alemanha, localizado no distrito de  Aachen, Renânia do Norte-Vestfália.

## Geografia

### Subdivisões do Município
- Baesweiler (13,864 habitantes)
- Beggendorf (1,667 habitantes)
- Floverich (408 habitantes)
- Loverich (1,255 habitantes)
- Oidtweiler (2,731 habitantes)
- Puffendorf (441 habitantes)
- Setterich (7,794 habitantes)